# Plotocnide borealis
Plotocnide borealis är en nässeldjursart som beskrevs av Wagner 1885. Plotocnide borealis ingår i släktet Plotocnide och familjen Corymorphidae. Arten är reproducerande i Sverige. Inga underarter finns listade i Catalogue of Life.